# Palle Kjærulff-Schmidt
Palle Kjærulff-Schmidt, född 7 juli 1931, död 14 mars 2018, var en dansk filmregissör och manusförfattare.

## Utmärkelser
Kjærulff-Schmidt vann Bodilpriset för bästa danska film för Natt i Nyhavn 1958 och för Weekend 1963.

## Regi i urval
- 1957 – Natt i Nyhavn (även manus)
- 1962 – Weekend
- 1964 – Två
- 1966 – Det var en gång ett krig
- 1967 – Historien om Barbara
- 1968 – I den gröna skog
- 1969 – Tänk på ett tal (även manus)
- 1984 – Tukuma (även manus)
- 1987 – Peter von Scholten
- 1992 – Mörkläggning (TV-serie)